# 아야야무 with 에코하무즈
아야야무 with 에코하무즈(あややムwithエコハムず)는 일본의 애니메이션 영화의 극중 캐릭터 유닛.
아야야무(마츠우라 아야)와 에코하무즈(= 에코모니。, 이시카와 리카 · 미치시게 사유미)가 성우로서 연기하고 있다(모두 헬로! 프로젝트 소속, 마츠우라와 이시카와는 2009년 3월 31일에 졸업).

## 개요
아야야무는 햄타로의 게스트 상대 역할이었다. 에코하무즈. 아야야무의 종자라고 하는 역할로 이야기의 진행과는 직접 관계없었다.
마츠우라 아야와 에코모니。와는 영화 공개시의 무대 인사에서는 햄스터 귀첨부의 카츄사＋극중에서 아야야무 with 에코하무즈가 착용하고 있는 것과 같은 색 · 모양의 코스튬으로 등장한다.

## 영화
극장판 방가방가 햄토리 제4탄 하무타로와 이상한 오니의 그림책탑 (2004년, 토호)에 등장했다.

## CD
1. 天才！LET'S GO あややム (2004년 11월 26일)
  - 제목이 되어 있는「天才！LET'S GO あややム」는 영화 삽입노래로 전편 마츠우라 아야가 메인에서 가창하고 있다.
  - C/W인「エコのワルツ」는 에코하무즈(에코모니。)만으로 가창하고 있고, 영화중은 불리지 않은 완전히 독자적인 작품 세계가 되어 있다.

## 같이 보기
- 방가방가 햄토리